# Robert Musil
Vous lisez un « bon article » labellisé en 2009.
Pour les articles homonymes, voir Musil.
Robert Musil [ˈʁoːbɛɐ̯t ˈmuːzɪl], né le 6 novembre 1880 à Klagenfurt en Carinthie et mort le 15 avril 1942 à Genève, est un ingénieur, écrivain, essayiste et dramaturge autrichien.
Né au sein de la génération expressionniste allemande, Robert Musil est surtout connu pour son premier roman, Les Désarrois de l'élève Törless (1906), et pour son roman inachevé L'Homme sans qualités (2 tomes, 1930-1933). Ce roman a suscité peu de réactions lors de sa publication au début des années 1930 et n'a été redécouvert que dans les années 1950, grâce à Adolf Frisé, qui en édita une version remaniée, en trois tomes. Cette œuvre est considérée comme un des romans fondateurs du XXe siècle, avec À la recherche du temps perdu de Marcel Proust et Ulysse de James Joyce, selon les mots de l'écrivain Thomas Mann, qui admira toujours le travail de Robert Musil. En effet, le lecteur y « trouve exprimée, en termes plus forts et plus complexes que nulle part ailleurs, cette aspiration du début du XXe siècle à redéfinir une culture, une spiritualité sur les ruines du passé, ce regret d'une totalité mythique perdue ».
Robert Musil est l'auteur d'autres romans, d'essais d'analyse politique ou psychologique, de deux pièces de théâtre et d'une série de nouvelles regroupées dans le recueil Œuvres pré-posthumes. Pour beaucoup de spécialistes, ses écrits ont pleinement participé à la création de la modernité littéraire en plus de faire éclater le cadre romanesque.
Son esthétique littéraire est fondée sur le pouvoir de l'observation quasi scientifique et sur l'analyse des faits humains et des sensations, à la recherche de ce qu'il nomme « la structure essentielle des choses ». Le problème de la connaissance l'a profondément marqué, à tel point que Musil a abandonné une brillante carrière d'ingénieur pour celle d'écrivain et de philosophe. Pour son traducteur français, le poète Philippe Jaccottet, « Musil est un sceptique, […] il est partagé entre sa fascination pour la science, la rationalité et la poésie, et même la mystique », se voulant le témoin d'une civilisation à l'agonie car désenchantée.

## Biographie

### Une œuvre autobiographique
La vie de Robert Musil est très mal connue. C'est essentiellement par le biais de son Journal, que l'écrivain a régulièrement nourri de réflexions et de notations autobiographiques, qu'il est possible d'éclairer certains épisodes marquants de la vie de Musil, ainsi que la genèse de ses écrits. Marie-Louise Roth précise que les 32 Cahiers de son Journal « sont un document d'une valeur psychologique, historique et philosophique de premier ordre ». De plus, Musil a toujours été un émigré, un « noble outsider » selon ses propres mots, et a vécu entre Klagenfurt, Steyr, Vienne et Berlin.

### Premières années

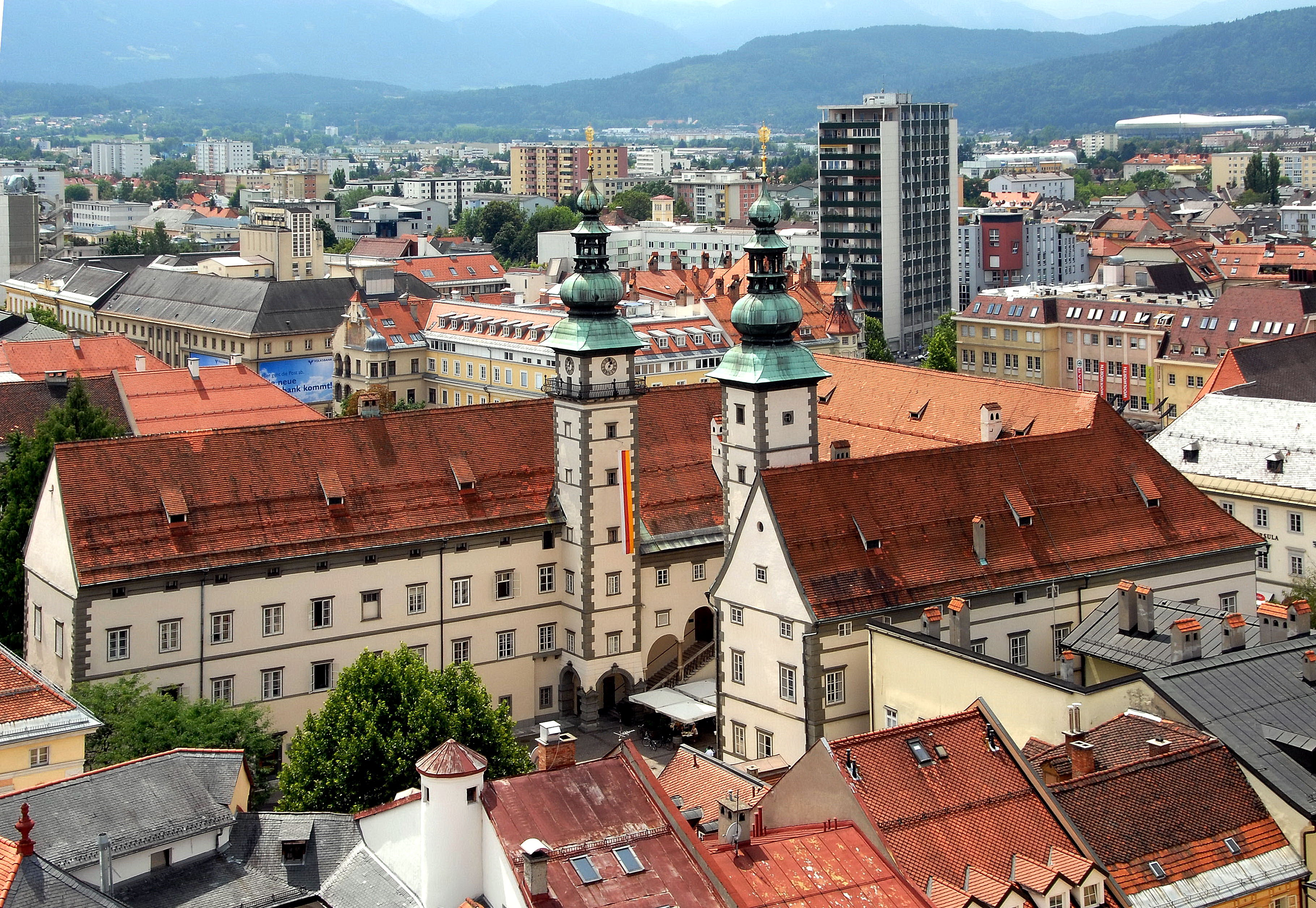
La ville autrichienne de Klagenfurt, où est né Robert Musil.

Robert Matthias Musil est né le 6 novembre 1880 à Klagenfurt en Autriche-Hongrie. Il est le fils d'Alfred Musil (1846-1924) originaire de Temesvar (actuellement Timişoara en Roumanie dans la province du Banat) et ingénieur en mécanique, et d'Hermine Musil (1853-1924) née Bergauer et originaire de Linz. Il est cousin issu de germain de l'explorateur Alois Musil.
Les personnalités de ses parents influencent son caractère et son esthétique littéraire : « Mon père avait l'esprit clair, ma mère l'avait tout à fait brouillon » explique l'écrivain. Musil est le second enfant du couple ; sa sœur aînée prénommée Elsa meurt à l'âge d'un an. Musil en fait dans ses écrits une présence, source de fantasmes, et objet d'un « culte ».
En 1881 la famille Musil quitte la ville de Klagenfurt car le père prend la direction de l'école professionnelle technique de Komotau (Chomutov) en Bohême, puis en 1882, à la suite d'un nouveau changement professionnel du père, la famille s'installe à Steyr (Haute-Autriche). Ses parents se lient d'amitié avec Heinrich Reiter qui marquera, par sa présence envahissante auprès de sa mère surtout, les relations affectives de Robert Musil. En effet, s'instaure au sein de la famille une relation triangulaire.

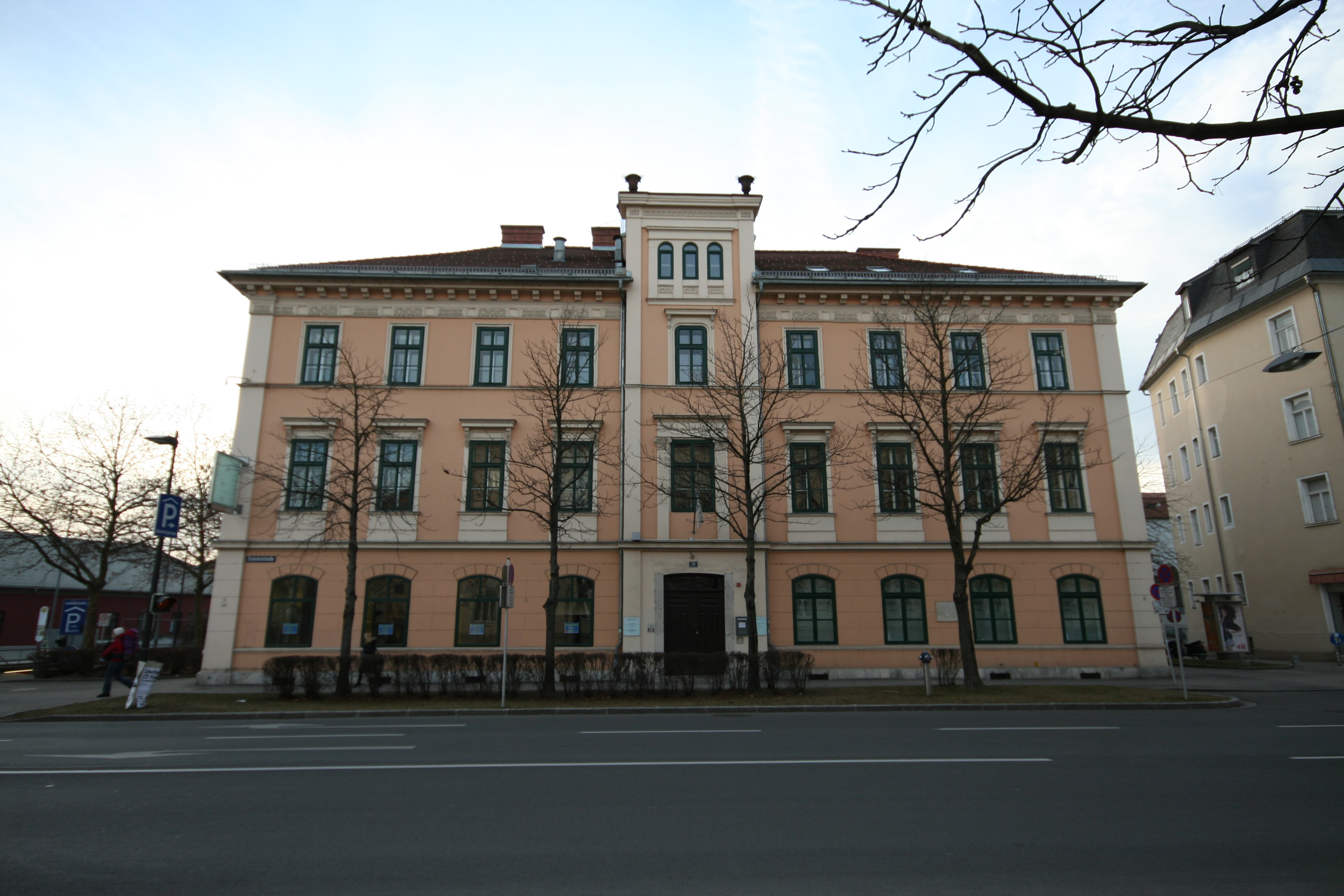
La maison où est né Robert Musil, au 50 de la Bahnhofstraße, située dans le 7e district Viktringer Vorstadt de Klagenfurt, en Carinthie, abrite aujourd'hui le musée Robert Musil.

En 1886, Musil est victime d'une maladie nerveuse d'origine cérébrale et fera deux rechutes durant l'année scolaire 1889-1890. Il entre néanmoins en 1890 au collège de Steyr mais en janvier 1891 la famille déménage de nouveau à Brünn (Brno). Son père est nommé professeur de mécanique rationnelle et de génie mécanique, à l'École polytechnique de la ville. Musil y fait la connaissance de Gustav Donath, de deux ans son aîné, ami d'enfance et fils d'un collègue de son père. Musil est un enfant rebelle à l'éducation ; ses parents décident donc de l'envoyer en pension, à l'école militaire d'Eisenstadt. En septembre 1894 il entre au lycée militaire pour jeunes officiers Mährisch-Weisskirchen (à Hranice).
Ces années formeront la trame de son premier roman, Les Désarrois de l'élève Törless, et premier succès littéraire.

### Débuts littéraires
En septembre 1897, Musil entre à l'école polytechnique de Brünn en construction mécanique. Il commence à tenir son Journal, « forme la plus commode, la plus indisciplinée » selon ses mots. Sa vie littéraire commence également, par la lecture de Friedrich Nietzsche, de Novalis, de Fiodor Dostoïevski, de Ralph Emerson, de Maurice Maeterlinck et d'Aristote (la Poétique notamment), auteurs l'ayant considérablement influencé confesse-t-il. Il écrit aussi des poèmes et des ébauches de pièces dramatiques mais aucune trace n'en a été conservée. En 1899 il rédige son premier manuscrit qu'il intitule Monsieur le Vivisecteur et qui jette déjà les bases de son esthétique littéraire et notamment le thème de l'observation scientifique de la vie. La même année il tombe amoureux de Valérie (c'est le nom qu'il lui donne dans ses Journaux) et dont le nom réel est Paula Ulmann, une actrice de Brünn. Le 10 novembre 1899, il réussit son premier examen d'État en vue d'obtenir son diplôme d'ingénieur.
En 1900 il développe ses premiers contacts littéraires. Il rencontre des écrivains de Brünn comme Karl Hans Strobl et Franz Schamann. Il tente de participer à une lecture publique organisée par la ville mais celle-ci est annulée. Musil lit néanmoins une de ses créations, Paraphrases, en mars 1901 lors d'une autre lecture publique. Ses lectures se diversifient : il lit Emmanuel Kant, Peter Altenberg, Richard von Schaukal (en), Rainer Maria Rilke, Stefan George, Hugo von Hofmannsthal et Charles Baudelaire. Il a une liaison avec Herma Dietz, futur modèle du personnage de Tonka dans la nouvelle du même nom. La même année, il est atteint d'une maladie vénérienne d'origine inconnue. Le 18 juillet 1901, il obtient son diplôme d'ingénieur en mécanique mais le 1er octobre il décide d'effectuer son service militaire comme volontaire, dans le 49e régiment impérial et royal d'infanterie « Freiherr von Hess » à Brünn. Il y reste jusqu'au 30 septembre 1902 et lit abondamment Nietzsche pendant cette période.
En 1902 son journal s'enrichit de diverses lectures et annotations (dont les Cours scientifiques populaires du philosophe positiviste Ernst Mach, les réflexions de Gabriele D'Annunzio, la théorie esthétique de Friedrich von Schiller notamment). La lecture du roman de Leopold Andrian, Le Jardin de la connaissance le conduit à une écriture toute personnelle et complaisante proche du romantisme. Il note ses états d'âmes et ses sentiments et sensations avec minutie. En octobre de la même année, il effectue un volontariat d'un an comme assistant du professeur Carl von Bach (de) de l'école polytechnique de Stuttgart, et ce jusqu'en 1903. Musil qualifiera cette période comme étant celle de l'ennui, en dépit d'une relation avec une femme cultivée, Stéphanie Tyrka, qui devient un temps son égérie.
En janvier 1903, Musil est nommé lieutenant de réserve. Il accomplit une période militaire d'un mois au casernement de Brünn, du 15 avril au 12 mai. En août il travaille sérieusement au roman Les Désarrois de l'élève Törless. Il esquisse aussi les premiers jets d'un roman autobiographique qui préfigure L'Homme sans qualités et qu'il intitule temporairement « Travaux préliminaires pour un roman ». Musil lit aussi beaucoup et étend sa culture littéraire aux romantiques et classiques allemands, ainsi qu'aux écrivains contemporains. En octobre 1903, il reprend des études à l'Universite Frédéric Guillaume de Berlin, souhaitant avoir une formation en sciences humaines. Il s'inscrit en philosophie et en psychologie expérimentale aux cours de Carl Stumpf (premier semestre de l'année universitaire 1903 - 1904). Il entretient toujours sa relation avec Herma Dietz qui étudie également à Berlin.

### Activité scientifique et premier succès littéraire

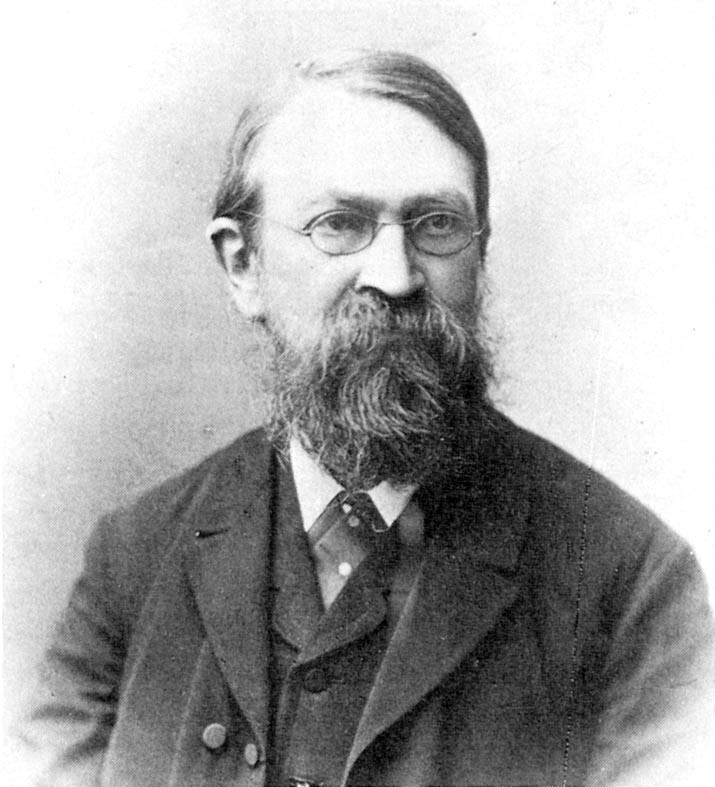
Musil consacra sa thèse de doctorat au philosophe Ernst Mach.

En 1904, Musil publie deux articles dans la revue scientifique de Munich Natur und Kultur : « Machines énergétiques pour la petite industrie » et « Le Chauffage des pièces d'habitation ». Il complète ses lectures littéraires (Maurice Maeterlinck et son essai Le Trésor des humbles le marquent particulièrement) et surtout philosophiques (dont Husserl, Recherches logiques). Le 16 juin il obtient l'examen de Maturité du lycée d'État de Brünn et commence des études littéraires. Il y rencontre un étudiant en philosophie de l'art, Gustav Johannes von Allesch (de) (1882-1967) avec qui naît une profonde et durable amitié. Une correspondance débute entre les deux hommes. Musil rencontre également Richard von Mises et Erich von Hornbostel.
En 1905, Musil fréquente Alice Charlemont, fille d'un peintre de cour viennois et amie, puis fiancée, de Gustav Donath (d). Celle-ci souffre de schizophrénie, ce qui fascine Musil qui la peindra sous les traits de Clarisse dans L'Homme sans qualités. Il termine par ailleurs la rédaction des Désarrois de l'élève Törless, dont il envoie le manuscrit à divers éditeurs de Berlin, Vienne et Iéna. Parallèlement, il le fait lire au célèbre critique berlinois Alfred Kerr qui effectue des retouches, y voyant un ouvrage prometteur. Musil continue de lire, principalement des essais (ceux d'Ellen Key, Épanouissements de l'âme par l'art et de Ralph Emerson, Essais et surtout celui de Jacob Burckhardt, La Culture de la Renaissance en Italie). En décembre l'éditeur Wiener Verlag souhaite publier son roman Les Désarrois de l'élève Törless.
En 1906, Musil fait la connaissance de sa future femme, Martha Marcovaldi (d), née Heimann (21 janvier 1874 - 24 août 1949). Martha est alors peintre, élève de l'impressionniste allemand Lovis Corinth, et vit à Berlin séparée de son second mari Enrico Marcovaldi (elle s'était mariée une première fois avec son cousin Fritz Alexander). À cette époque, Musil travaille sa thèse, portant sur le philosophe positiviste Ernst Mach. Il met au point un « chromatographe », en collaboration avec son ami Johannes von Allesch, destiné à étudier la perception des couleurs. En octobre paraît son premier roman, Les Désarrois de l'élève Törless, chez Wiener Verlag. La critique élogieuse publiée le 21 décembre dans le quotidien berlinois Der Tag augmente les ventes de l'ouvrage. Les Désarrois de l'élève Törless est inspiré de ses années de lycée militaire : l'intrigue évoque les rapports ambigus et malsains qu'entretiennent entre eux les élèves de l'école W. Néanmoins, Musil refuse toute référence autobiographique. Ce livre rencontre un grand succès critique et donne à Musil l'espoir de pouvoir vivre de sa plume.
En 1907, la mort d'Herma Dietz est l'occasion pour Musil de revenir, dans son journal, sur son passé. Il le décrit comme une « période de basses eaux où il ne faisait pas le difficile ». S'esquisse chez lui la volonté de créer une esthétique nouvelle, fondée sur le travail. Il redouble d'activité sur sa thèse et passe son « rigorosum » (examen oral) en philosophie, physique et mathématique le 27 février 1908. Le 14 mars il soutient sa thèse en philosophie, intitulée Pour une évaluation des doctrines de Mach. Il publie fin 1908 dans la revue expressionniste Hyperion éditée par Franz Blei et Carl Sternheim sa nouvelle La Maison enchantée. Franz Blei voit en lui un futur grand écrivain et soutient son travail. Il lui propose notamment de publier des articles anonymes dans sa propre revue, Der lose Vogel, ainsi que d'autres, signés cette fois, dans la revue Summa. Musil entame une intense correspondance avec Franz Blei qui se poursuivra jusqu'en 1938. Il envisage de poursuivre ses études jusqu'à la thèse d'État, dans la perspective d'une carrière universitaire.
En 1909, Musil refuse pourtant le poste d'assistant d'Alexius Meinong proposé par l'université de Graz. L'écrivain préfère travailler à son drame, Les Exaltés qui ne sera publié qu'en 1921. Il rencontre Ludwig Klages qui lui inspirera le personnage de Meingast dans L'Homme sans qualités. En 1910, Musil postule en vain comme critique à la revue Berliner Zeitung am Mittag. Il continue d'écrire et travaille parallèlement sur deux nouvelles : La Tentation de Véronique la Tranquille et L'Accomplissement de l'Amour. Il en éprouve un réel plaisir qui transparaît dans son journal : « Ce qui importe, c'est l'énergie passionnée de la pensée » dit-il. En novembre il fait un voyage, en compagnie de Martha, en Italie, à Rome où il termine sa nouvelle L'Accomplissement de l'Amour. Il termine la seconde en janvier 1911, à Vienne. Il travaille comme bibliothécaire de seconde classe de l'université technique de la ville dès mars 1911. Le 1er mars il publie un article « L'obscène et le malsain dans l'art » dans la revue expressionniste Pan dirigée par Alfred Kerr.

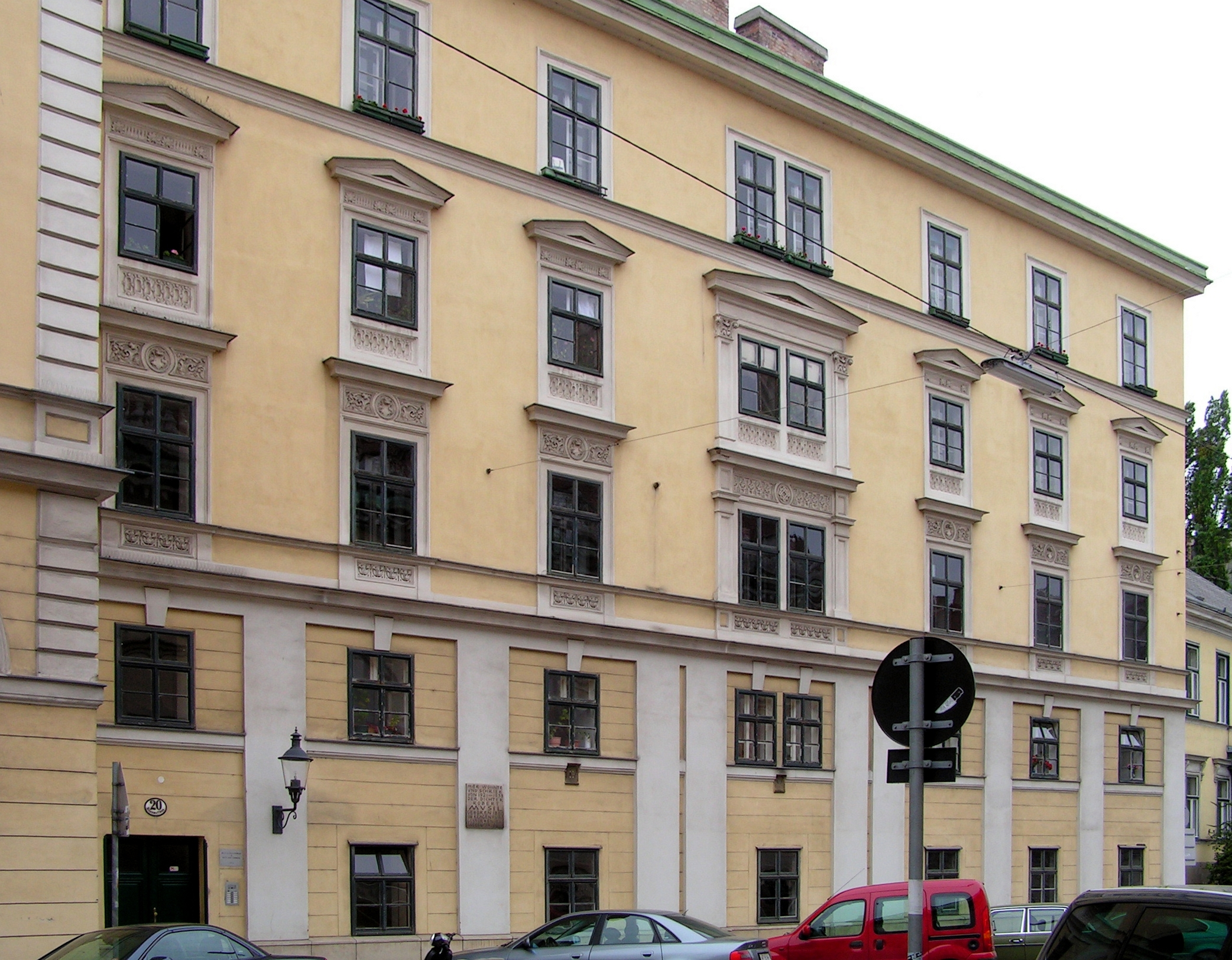
La demeure de Musil à Vienne, au 20 de la Rasumofskygasse.

Le 15 avril 1911 Musil épouse Martha Marcovaldi, après que celle-ci a divorcé. En juin, ses deux nouvelles sont publiées conjointement sous le titre de Noces chez l'éditeur Georg Müller à Munich. Il lance l'idée et les premiers jets d'un roman satirique qui s'intitulerait La terre au-dessus du Pôle Sud ou de la Planète Ed, projet qui ne sera jamais terminé.
En 1912, Musil publie plusieurs articles anonymes sur l'art, l'esthétique ou l'éthique, dans la revue Der lose Vogel : « Souvenir d'une mode », « Penthésiléiade », « Le Spirituel, le modernisme et la métaphysique » et « La Fuite de Gabriel Schilling dans le monde ». Cette première série sera suivie en 1913 de trois autres articles : « À Propos des livres de Robert Musil », « Fécondité morale » et « L'Homme mathématique ». En mars il souffre de troubles cardiaques et digestifs d'origine nerveuse ; il est soigné par le psychiatre viennois Otto Poetzl. Musil souhaite pouvoir vivre de ses écrits et arrêter de travailler à la bibliothèque technique universitaire (« Technische Hochschule ») de Vienne. Il promet à son éditeur de terminer un roman et une pièce de théâtre. Cette dernière plaît particulièrement au dramaturge Barnowsky, directeur du théâtre Lessing de Berlin, qui souhaite la présenter. Musil prend donc une série de congés à son travail et se rend à Berlin. En septembre, Musil se rend de nouveau à Rome ; ses impressions donnent naissance à quelques courts textes réunis sous le titre Images, preuve que Musil domine dorénavant son style et son univers. Marie-Louise Roth explique ainsi que : « En 1913 — année à laquelle remonte la genèse de la nouvelle — l'écrivain est devenu maître de son moi […]. Il va consacrer ses efforts à l'étude de la vraie nature de l'homme. ». Le voyage sur la mer Adriatique avec Martha lui inspire un chapitre de L'Homme sans qualités. La même année, Musil publie plusieurs articles dans des revues spécialisés : « Politique en Autriche » dans Die Aktion, « Analyse et synthèse » dans Révolution, « Confession politique d'un jeune homme. Un fragment » dans Die Weißen.
En 1914 Musil change d'éditeur. Samuel Fischer réédite Les Désarrois de l'élève Törless et Noces. La première version du Papier tue-mouches est publiée sous le titre Été romain dans la revue Die Argonauten. Musil rencontre par ailleurs l'industriel allemand Walther Rathenau (1867 - 1922) qui inspirera le personnage d'Arnheim dans L'Homme sans qualités. En février, Musil décide de démissionner de son poste de bibliothécaire et devient rédacteur de la célèbre revue littéraire berlinoise Die Neue Rundschau. Il s'installe donc à Berlin, accompagné de Martha. Il publie dans cette revue plusieurs essais et chroniques littéraires : « Notes sur une métapsychique » qui est une critique du livre de Walther Rathenau De La mécanique de l'esprit. Il écrit aussi la critique du Soutier des Contemplations de Franz Kafka et des Histoires de Robert Walser. Il rencontre en mars le poète Rainer Maria Rilke chez l'éditeur Samuel Fischer ; Musil décide de lui dédicacer son recueil Noces.

### «Berlin, août, guerre»
La déclaration de guerre, en août, bouscule la vie de Musil. « La guerre fondit sur moi comme une maladie, comme une fièvre qui l'accompagne » dit-il. Dans son Journal, l'écrivain note à ce propos : « Berlin, août, guerre ». Il quitte Berlin pour être mobilisé en Autriche comme lieutenant de réserve. Il prend le commandement de la 1re compagnie du 24e bataillon de marche de l'armée territoriale austro-hongroise cantonné à Linz. Il demande à être transféré en Galicie mais il est envoyé sur le front italien, au Tyrol du Sud.
Dès lors les écrits de Musil examineront la guerre et ses conséquences pour la civilisation, sur la pensée et sur l'art. En septembre, son essai « Européanité, guerre, germanité » paraît dans Die neue Rundschau. Les années suivantes voient Musil être transféré d'un camp militaire à un autre. En février 1915 il est cantonné à Levico Terme alors qu'en mai il est près de Trente à Palai[réf. souhaitée]. Les notes prises lors de ces cantonnements donnent naissance à la nouvelle Grigia. Le 22 septembre 1915, à Tenna, lors d'un combat, Musil est miraculeusement épargné. Cet événement, auquel il donne le nom de l'« épisode de la flèche volante » est à l'origine de la nouvelle Le Merle. L'intensité des combats culmine en novembre. Le 1er du mois Musil participe à la quatrième bataille de l'Isonzo, près de Descla-Prapotno à la frontière italienne. Il est décoré de la médaille militaire de bronze avec palmes.
En 1916, la guerre s'enlise, donnant naissance à la « guerre de positions ». Musil est cantonné près d'Arabba mais le 14 mars il tombe malade, souffrant d'un ulcère accompagné de gingivite et de pharyngite. Il est transféré à Corvara, puis à l'hôpital militaire de Bruneck. Le 20 mars, il est transféré à celui d'Innsbruck et enfin le 8 avril à Prague-Karolinenthal pour une neurasthénie dépressive où il fait la rencontre de Franz Kafka. Remis sur pied, le 20 avril Musil est détaché du front et est nommé rédacteur du journal militaire Die Soldaten-Zeitung le 9 juillet 1916. Il y écrit des textes anonymes. Il reste à ce poste un peu moins d'un an car le 15 avril 1917 le journal est dissout et Musil est envoyé auprès du commandement de l'armée d'Isonzo à Adelsberg en Slovénie. Promu capitaine le 17 novembre 1917, il passe la fin de la guerre à Vienne au Kriegspressequartier où il est chargé de défendre le moral des troupes. Il devient également rédacteur du premier numéro du journal nationaliste La Patrie (Die Heimat) paru le 1er mars 1918.
L'expérience de la guerre sera pour lui décisive, de 1915 à 1917 il note des anecdotes de guerre dans deux petits carnets, Petit Cahier de notes I et Petit Cahier de notes sans numéro, autant d'impressions et d'idées qui formeront la trame de son chef-d'œuvre, L'Homme sans qualités. De cette époque date aussi l'esquisse des romans autobiographiques comme L'Archiviste, Transport des blessés et Le Diable et l'adoption d'un style nettement satirique.

### Renommée littéraire

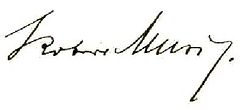
La signature de Robert Musil.

Le 22 octobre 1917, le père de Musil est anobli. Robert Musil devient par conséquent Edler von  Musil  (jusqu'à 1919, lorsque les titres de noblesse sont abolis en Autriche), et le 1er novembre il est promu capitaine. Son séjour en Slovénie est à l'origine de deux textes : Enterrement dans un village slovène et Les Exaltés. Il souhaite finaliser ce dernier à Adelsberg, à la campagne, mais le 18 mars 1918 il est détaché au service de presse de l'armée à Vienne. Il y rencontre d'autres intellectuels et écrivains : Franz Werfel, Egon Erwin Kisch, Albert Paris Gütersloh et Franz Csokor. Il se voit confier la rédaction de l'hebdomadaire Heimat, et ce jusqu'au 15 décembre. Parallèlement, il écrit pour la revue pacifiste Der Friede et devient membre d'une société secrète fondée par un de ses amis, Robert Müller, nommée « Katakombe ». En novembre, il signe avec d'autres écrivains comme Lou Andreas-Salomé, Kurt Hiller, Arthur Holitscher, Kasimir Edschmid, Annette Kolb, Kurt Pinthus, Kurt Wolf et d'autres, le manifeste du « Conseil politique des travailleurs de l'esprit » publié par la suite dans la revue Das Ziel en 1919. Musil écrit également un article dans la revue de Franz Blei, « La Connaissance chez l'écrivain : esquisse ».
En 1919 Musil travaille à son projet de roman. Son écriture devient davantage observatrice, voire scientifique. Il intitule provisoirement ce roman L'Espion. Il lit beaucoup d'essais politiques et sociologiques. Ses centres d'intérêts se déplacent du fait de son expérience de guerre, qui a durablement marqué sa vision du monde. Il publie en février une série d'articles politiques : « L'Autriche de Buridan » dans Der Friede et « Le Rattachement à l'Allemagne » dans Die neue Rundschau. En février, il devient archiviste au service de presse du ministère des Affaires étrangères. Ce poste lui offre la possibilité d'écrire pendant les moments de temps libre ; il développe le manuscrit des Exaltés. Il refuse de remplacer Samuel Fischer en tant que rédacteur à la revue Die neue Rundschau. Il y découvre par ailleurs l'esprit nationaliste dont la critique se retrouve dans ses textes de cette période. Le 28 mai, sur l'invitation de Samuel Fischer, Musil participe à une nouvelle revue, Der Neue Merkur. De septembre à janvier, Musil se consacre entièrement à la rédaction des Exaltés. En février 1920, il publie en avant-première la fin du premier acte de sa pièce dans Die Blätter des Burgtheaters. Le 6 avril, Musil et sa femme quittent Vienne et décident de prendre du repos à la campagne, dans la maison de la philanthrope Eugénie Schawarzwald, à Hinterbrühl. Musil y fait la connaissance d'hommes de lettres dont Egon Erwin Kisch. Martha quant à elle décide de travailler sur la traduction en allemand des nouvelles de Stendhal. En juin, la rédaction de sa pièce, Les Exaltés, est terminée. Il demande l'intercession de diverses personnes, dont Albert Paris Gütersloh, pour la faire publier.
Le 2 septembre 1920, Musil est nommé conseiller au ministère des Armées. Il est chargé d'aider les officiers à réintégrer la vie civile. Il se passionne pour un nouveau sujet, la pédagogie naissante. Il lit les ouvrages du pédagogue autrichien Georg Kerschensteiner, qui inspirera le personnage de Hagauer dans L'Homme sans qualités. Le pédagogue Friedrich Wilhelm Foerster, qu'il lit également, inspirera, lui, Lindner. En mars, il publie un nouvel article dans la revue Der Neue Merkur, en réponse au livre d'Oswald Spengler, Le Déclin de l'Occident et intitulé « Esprit et expérience. Remarques pour les lecteurs réchappés du Déclin de l'Occident ». En mars, il devient critique littéraire et artistique pour la revue pragoise de langue allemande, Die Prager Presse. La revue, qui naît en 1921, lui permet de travailler son style critique, d'autant plus qu'elle est considérée comme anti-patriotique, étant francophile. En juillet, Les Exaltés est publié chez Sybillen-Verlag à Dresde. Le Literaria-Almanach de Vienne publie dans le même temps un avant-texte d'un chapitre de L'Homme sans qualités, sous le titre de Leona. En novembre, Musil et Martha emménagent à Vienne, dans la Rasumofskygasse. Sa nouvelle Grigia paraît dans la revue Der Neue Merkur.

### Considérations politiques et nouvelle esthétique littéraire
En 1922, Musil publie un écrit technique et scientifique dans une revue militaire : « La Psychotechnique et ses possibilités d'adaptation à l'armée ». Il écrit un texte politique également, « L'Europe désemparée ou petit voyage du coq à l'âne » dans la revue Ganymed. Jahrbuch für die Kunst. Il entre en vie politique en adhérant à la Schutzverband deutscher Schriftsteller in Wien. D'obédience pacifiste voire socialiste, cette « Société des écrivains allemands de Vienne », sera dissoute par les nazis et remplacée par la Reichsverband Deutscher Schriftsteller en 1935. En mission à Berlin en juillet, il y rencontre l'éditeur Rowohlt. Il passe la fin de l'été à Koserow sur l'île d'Usedom sur les rives de la mer Baltique et qui sera à l'origine de l'écriture de Pêcheurs au bords de la Baltique. Fin septembre, il quitte son poste de critique à la Prager Presse pour celui de critique de théâtre au quotidien Deutsche Zeitung Bohemia de Prague. Sa nouvelle Tonka est publiée dans la revue Der Neue Roman. Le créateur de la revue Die Fackel, et critique littéraire connu pour sa rudesse, l'écrivain Karl Kraus attaque Alfred Kerr en 1911. Musil défend Kerr et, dans son essai « L’obscène et le malsain dans l’art » publié dans Pan le 1er mars 1911, brosse un portrait au vitriol de Kraus qui devient dès lors pour l'écrivain un modèle du « dictateur de l'esprit ». Par la suite, Musil ne cesse d'attaquer Kraus, et particulièrement, dans les années 1930, dans ses Journaux, l'utilisant pour constituer des personnages types de dictateur.
En février 1923, Musil est remercié par le ministère des Armées ; il perd de ce fait tout revenu fixe et ce jusqu'à la fin de sa vie. Il prend plusieurs contacts avec des revues afin de diversifier ses revenus. Trois journaux (Prager Presse, Prager Tagblatt et Tribuna) publient ses textes dont quelques écrits scientifiques ainsi qu'une scène de sa seconde pièce, Vincent et l'amie des personnalités. L'éditeur Rowohlt publie sa nouvelle La Portugaise alors que Grigia paraît chez Müller à Potsdam. L'été 1923, Musil séjourne sur l'île de Sylt où il lit Ludwig Klages, Kosmogonisches Eros. Il y écrit un texte, Tempêtes sur Sylt, qui paraît le 20 septembre dans le quotidien viennois Der Tag. Il reçoit en septembre le prix Kleist pour Les Exaltés. Le 26 novembre, Musil est élu vice-président de la Schutzverband deutscher Schriftsteller in Wien qui change de nom et devient la Schutzverband deutscher Schriftsteller in Österreich. Il conservera cette fonction jusqu'en 1928.

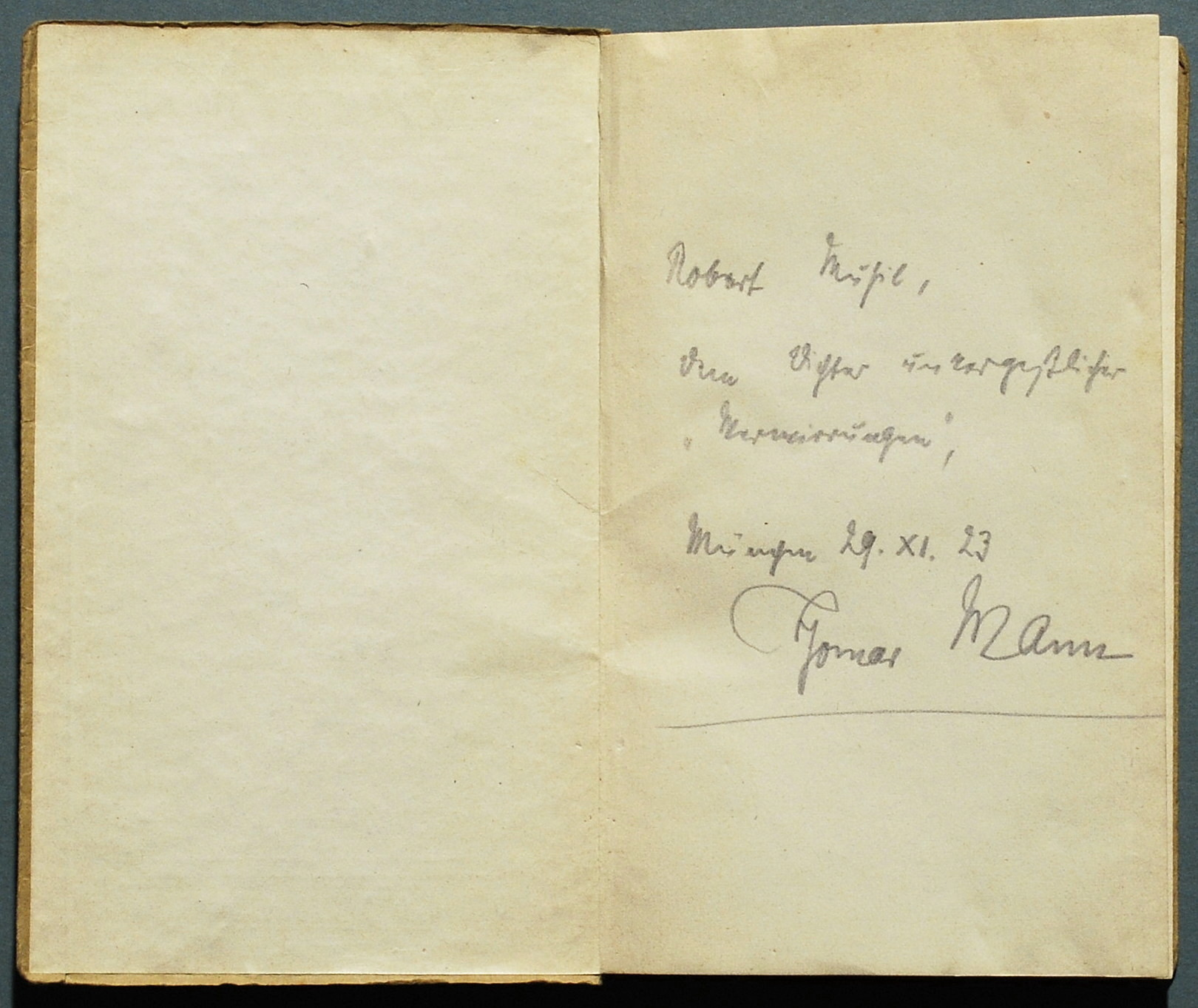
Autographe de Thomas Mann à Robert Musil.

Le 4 décembre 1923, une représentation de sa pièce Vincent et l'amie des personnalités est donnée au Berliner Lustspielhaus sous la direction de Berthold Viertel. Le 24 janvier 1924, sa mère meurt à Brünn. En février paraît son recueil Trois femmes. Le 1er mai il reçoit un nouveau prix littéraire, le Kunstpreis der Stadt Wien. En juillet, il publie un article dans la Neue Merlur intitulé « La Fin du théâtre ». Sa pièce Vincent et l'amie des personnalités paraît chez Rowohlt. Le 1er octobre, son père décède. En novembre, il remercie Rainer Maria Rilke pour son aide à la traduction en français des Désarrois de l'élève Törless, effectuée par Pierre Klossowski. Sous le titre de Contemporains, dans son Journal, Musil consigne des faits autobiographiques pour une utilisation éventuelle dans un roman. De 1924 à 1927, il travaille ainsi à deux premières versions de ce qui sera L'Homme sans qualités : Le Rédempteur (Der Erlöser) et La Sœur jumelle (Die Zwillingsschwester). Selon Marie-Louise Roth, ses difficultés financières commencent cette année-là.
En mars 1925, Musil publie son essai « Éléments pour une nouvelle esthétique. Remarques sur une dramaturgie du cinéma » dans le Neue Merkur. Il travaille à la relecture de son prochain roman La Sœur jumelle, premier titre pour L'Homme sans qualités et qui a pour but d'« apporter une contribution à la prise en charge de l'esprit dans le monde ». Le 30 avril 1926, est publiée son interview avec l'écrivain et critique Oskar Maurus Fontana dans la Literarische Welt. En juin, à Berlin, il est hospitalisé pour une intervention chirurgicale de la vésicule biliaire. La même année, l'Académie des Belles-Lettres allemande ne le reçoit pas comme l'un des siens, le « considérant trop intelligent pour être un véritable poète » selon Marie-Louise Roth. Il publie un texte autobiographique basé sur le monde de l'enfance, La Découverte de la famille.
Le 16 janvier 1927, Musil prononce un vibrant hommage lors des funérailles du poète Rainer Maria Rilke, au théâtre de la Renaissance à Berlin. En compagnie notamment d'Hugo von Hofmannsthal, Musil est à l'initiative d'une fondation Rainer Maria Rilke, chargée de promouvoir la littérature et la poésie de langue allemande. Durant son voyage à Berlin, Musil tente de trouver un travail lui laissant le temps de finir son nouveau roman, en vain. Il participe à cette occasion à une émission radiophonique, à la Berliner Funkstunde, où il lit des extraits de ses ouvrages. Il y rencontre le critique Alfred Kerr qui a joué un rôle dans son succès littéraire.

### L'Homme sans qualités

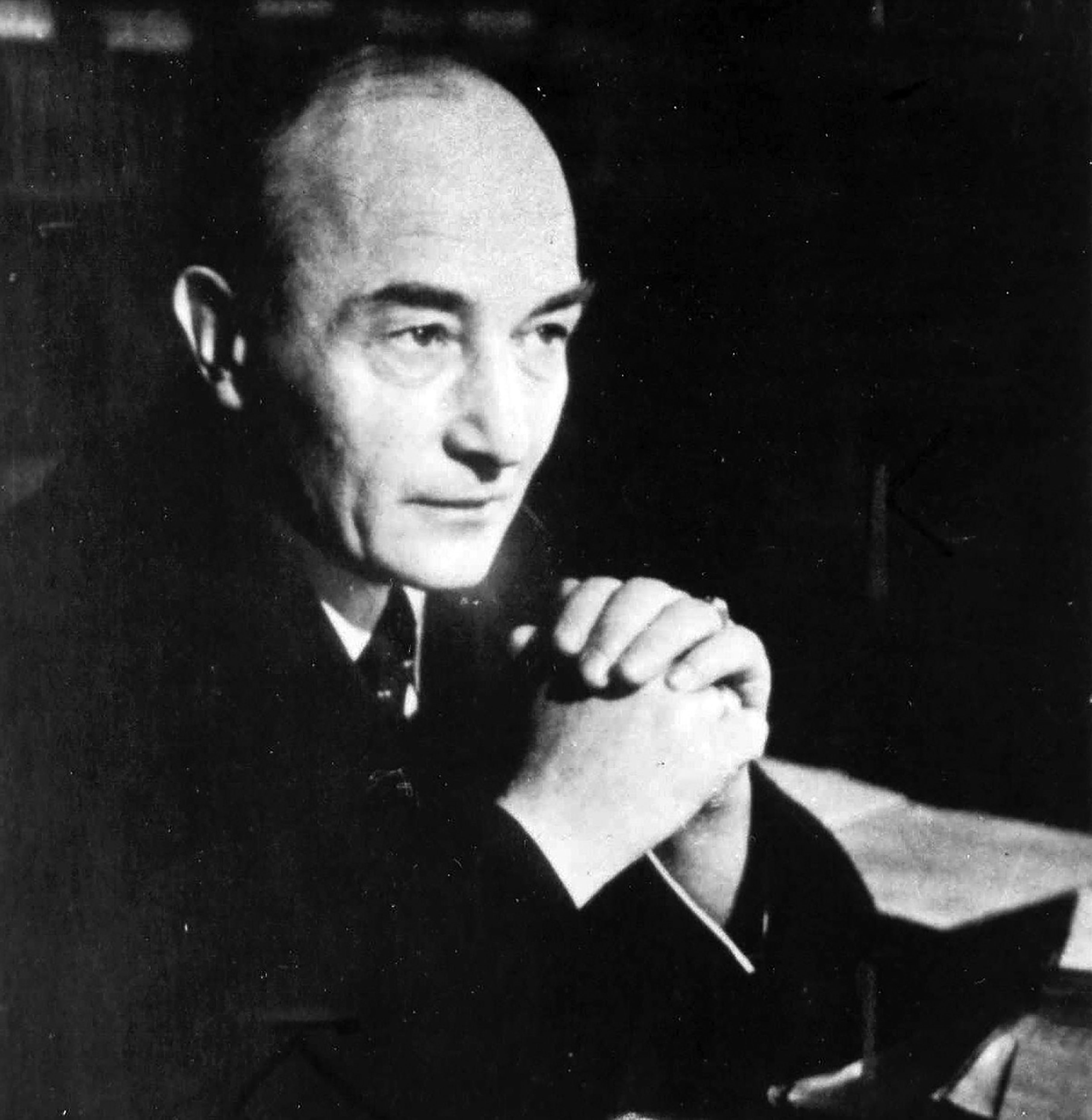
Robert Musil en 1930.

En janvier 1928, la nouvelle Le Merle est publiée dans la revue Die neue Rundschau et le 8 avril, Musil publie dans le quotidien Der Tag un extrait du futur roman L'Homme sans qualités intitulé Cacanie. Un fragment.
En janvier 1929, une longue maladie atteint Musil. En pleine rue, il est pris de malaise. On lui diagnostique une « neurasthenia cordis », une dépression. Dès lors, Musil est suivi par le psychiatre Hugo Lukacs, élève d'Alfred Adler. Le 3 avril, Les Exaltés sont joués au Theater in der Stadt de Berlin. La représentation de sa pièce ne correspond pas aux attentes de Musil, le metteur en scène Lherman ayant supprimé des passages. Musil s'oppose à ce que d'autres représentations aient lieu et obtient gain de cause au bout de quelque temps. Musil envisage par ailleurs de regrouper ses articles en un recueil d'essais. Le prix Gerhart Hauptmann lui est décerné.
L'année 1930 voit pour Musil la réalisation de la première version de l'œuvre magistrale qu'est L'Homme sans qualités, qui compte alors 650 pages. En mars, l'auteur le dépose chez l'éditeur Rowohlt mais le roman ne sera imprimé dans un premier temps qu'à 5 000 exemplaires. Lors d'une interview pour le journal russe de Moscou, le Novy Mir, Musil explique qu'il travaille à « un tableau satirique et utopique de la culture occidentale moderne ». Le premier tome de L'Homme sans qualités sort en octobre. Les ventes évoluent favorablement en 1931 mais des désaccords financiers font que Musil dispose d'une faible rémunération pour la vente de ses ouvrages ; parallèlement, l'écrivain rédige un essai : « Lorsque Papa apprenait à jouer au tennis ». En novembre, Musil décide d'emménager à Berlin, à la pension Stern pour régler le différend avec son éditeur. Le banquier Arthur Rosin crée une « société Musil » à Berlin, réunissant les écrivains Curt Glaser, Erwin Hexner et Klaus Pinkus. En décembre, Thomas Mann déclare à la revue littéraire Das Tagebuch que le roman L'Homme sans qualités est le roman de l'année.
Malgré le soutien de Thomas Mann et d'Alfred Döblin, l'admission de Musil à l'Académie des arts de Berlin échoue fin janvier 1932 en raison du vote de la majorité des membres. La raison invoquée était : "trop intelligent pour un poète".
Le tome 2 de L'Homme sans qualités paraît l'année suivante. Le 30 janvier 1933, Musil, ayant des difficultés financières, reçoit d'un fonds spécial une subvention, grâce à l'entremise de Thomas Mann et d'Oskar Loerke. Après l'avènement au pouvoir d'Hitler, Musil rejoint Vienne. En octobre 1933, il envisage de changer d'éditeur, les différends avec Rowohlt se faisant de plus en plus intenses. Il a le projet de trouver également une revue étrangère, anglaise ou américaine, pour y publier des aphorismes de manière régulière, mais le projet échoue.
Le 1er janvier 1934, la « société Musil » de Vienne est créée et remplace celle de Berlin qui est dissoute. Le recours aux aphorismes lui donne le projet d'écrire une œuvre basée sur cette forme d'écriture, intitulée Notices, Fragments. Il a en tête également un autre roman, après L'Homme sans qualités, comportant davantage d'action. La Nouvelle Revue Française refuse de publier l'intégralité de L'Homme sans qualités et Musil refuse d'y faire des coupures ; le roman n'est donc pas publié en France, en dépit des éloges de Jean Paulhan et de Bernard Groethuysen. Musil tient ensuite à Vienne une conférence lors du vingtième anniversaire de la Schutzverband deutscher Schriftsteller in Österreich, intitulée « L'écrivain dans notre temps ». La lecture de Léon Tolstoï influence son écriture, et il pense à écrire un roman sur le modèle de Guerre et paix. Deux chapitres de L'Homme sans qualités sont publiés dans la revue française Mesures, aux côtés de textes d'autres grands écrivains. En mai, pour son projet de publier des aphorismes dans une revue, il prend contact avec Otto Kleiber, rédacteur en chef de la National-Zeitung de Bâle. Musil se rend du 21 au 25 juin à Paris, lors du Congrès international des écrivains pour la défense de la culture qui se tient à la Maison de la Mutualité, en compagnie de Brüno Fürst et d'Otto Pächt. Musil y fait une allocution peu remarquée puis rencontre brièvement André Gide. Le 16 novembre, Musil donne lecture de son roman à Zurich ; Thomas Mann y assiste et écrit dans son Journal : « Haut niveau du roman de Musil. Parenté avec Proust ». L'écrivain Wolfgang Ystade, dans un entretien au journal Deutsche Zeitung du 20 novembre 1935, regrette que le prix Nobel de littérature ait été délivré à Luigi Pirandello et non à Robert Musil. Il le propose par ailleurs comme futur candidat. En décembre, Musil publie un recueil de textes courts et de nouvelles, regroupés sous l'intitulé d'Œuvres pré-posthumes aux éditions Humanitas de Zurich.

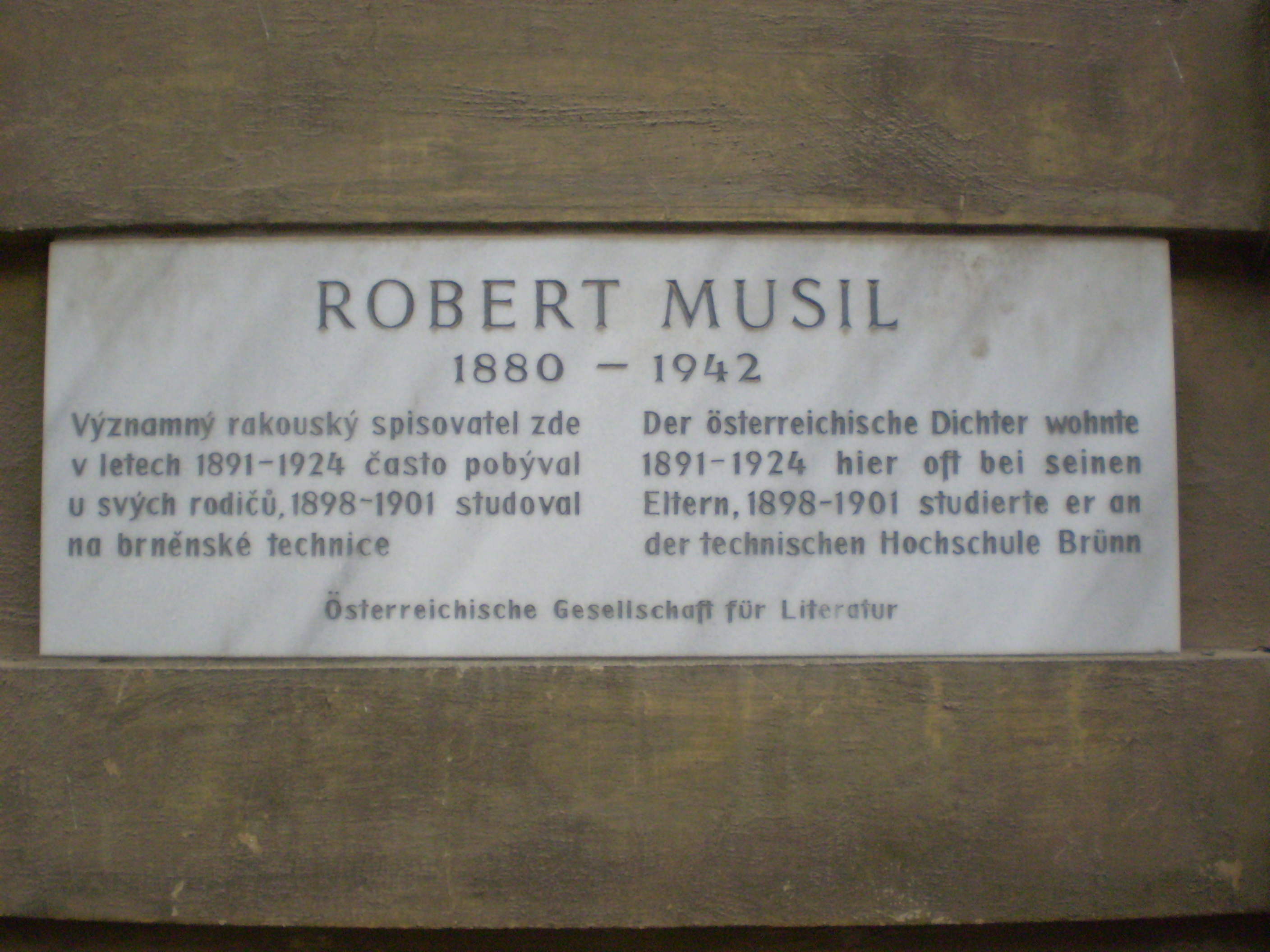
Plaque commémorative en l'honneur de Robert Musil à Brno, rue Jaselska.

Le 6 février 1936, Musil annonce à son éditeur Rowohlt la parution prochaine du troisième tome de L'Homme sans qualités. Victime d'un malaise lors d'une baignade au Diana Bad de Vienne, Musil tente d'obtenir une pension d'État, en vain.

### Dernières années
En 1937, Musil publie Extrait d'un Rapial, recueil d'aphorismes, dans Die Rappen, annales de la maison d'édition Bermann-Fischer. Les 11 et 17 mars, Musil tient devant la Deutscher Werkbund autrichienne une conférence, « De la bêtise », dont le texte est ensuite publié chez Bermann-Fischer qui devient son seul éditeur en juin de la même année, Musil ayant définitivement stoppé toute collaboration avec Rowolht. La somme prêtée par une fervente admiratrice et amie de Musil, Erna Fürst, permet de liquider, par le versement d'une indemnité, le contrat avec Rowolht. Son nouvel éditeur lance la publication du second tome de L'Homme sans qualités, alors qu'un chapitre du roman est publié en janvier dans la revue d'exil Maß und Wert éditée par Thomas Mann. Il s'agit de la dernière publication de Musil de son vivant.
Après l'Anschluss, en mars 1938, l'éditeur de Musil quitte Vienne. L'écrivain signe alors ses lettres de pseudonymes afin de déjouer la censure. L'Allemagne refuse dès juillet les publications émanant de l'éditeur Bermann-Fischer, et les ventes des romans de Musil s'effondrent. Musil et Martha quittent alors Vienne et rallient la Suisse, s'installant à la pension Fortuna, à Zurich. Les motivations de Musil sont floues quant au caractère plus ou moins prolongé de cet exil : hormis ceux de L'Homme sans qualités, tous ses manuscrits sont demeurés dans son appartement de Vienne. La situation du couple est alors très précaire, Musil n'ayant plus ni revenus ni éditeur. Le couple est soutenu financièrement par la famille Mayrisch du Luxembourg et par les Church, mécènes coéditeurs de la revue française Mesures. Le sculpteur autrichien Fritz Wotruba et le pasteur Lejeune veilleront à ce que Musil, jusqu'à sa mort, ait de quoi vivre. En octobre 1938 les Œuvres pré-posthumes sont interdites par les autorités allemandes pour dissidence, comme tout le reste de son œuvre dès 1939. Musil, pacifiste dans l'âme, ne plaît pas aux nazis, d'autant plus qu'il est marié à une femme juive, il est « jüdisch versippt (de) » (« juif par alliance »). Par ailleurs son esthétique littéraire en fait un des « auteurs ennemis de l'Allemagne ».
Pris en charge par le Comité International pour le placement des intellectuels réfugiés à Genève, Musil refuse son placement à la Villa Tourlaque près de Cannes. Il effectue des lectures à Zurich, devant le Lyceum Klub. L'American Guild for German Cultural Freedom lui procure une bourse dès avril 1939, mais pour quelques mois seulement. En juin, Fritz Wotruba réalise son buste. Les Musil emménagent en juillet à Genève. Musil envisage de se rendre aux États-Unis afin de relancer la publication de ses œuvres. Le 17 octobre 1941, il écrit l'éloge funèbre de l'écrivain Arthur Holitscher ; il poursuit à cette époque son travail sur le troisième tome de L'Homme sans qualités.
Robert Musil meurt le 15 avril 1942, à l'âge de 61 ans, d'une congestion cérébrale, dans sa salle de bains. Le pasteur Lejeune, qui l'a soutenu financièrement à la fin de sa vie, prononce l'éloge funèbre, devant un comité de huit personnes. Ses cendres sont dispersées par sa femme Martha dans les alentours du Salève, près de Genève. En 1943, Martha Musil tente en vain de lancer une souscription pour la publication du tome 3 de L'Homme sans qualités ; elle meurt le 24 août 1949 à Rome. Ce n'est que dans les années 1950 qu'Adolf Frisé édite des extraits du roman et contribue ainsi de manière déterminante à sa redécouverte.
Le 10 avril 2011, la ville de Genève  honore sa mémoire par la pose de son buste, réalisé par le sculpteur Bernard Bavaud, inauguré au cimetière des Rois en présence du conseiller administratif Manuel Tornare.

## L'esthétique littéraire et les thèmes de Robert Musil

### L'écriture comme science et connaissance
Selon Milan Kundera, dans L'Art du roman, « Musil et Broch firent entrer sur la scène du roman une intelligence souveraine et rayonnante ». L'œuvre de Musil est en effet particulièrement intellectuelle voire scientifique dans ses thèmes. Elle marque selon Marie-Louise Roth, spécialiste de Robert Musil, une étape décisive dans la littérature du XXe siècle. Par ailleurs, Musil a produit des romans, mais aussi d'autres formes littéraires comme le drame, la nouvelle, l'essai et le journal qui reflètent toutes ses préoccupations existentielles. Ses écrits scientifiques et techniques témoignent également de son esthétique personnelle, orientée vers l'observation des faits. Bien que de formation scientifique, Musil éprouve pour l'écriture un amour passionné : « Je tiens pour plus important d'écrire un livre que de gouverner un empire et plus difficile aussi ».
L'esthétique « musilienne » est également très érudite, résultat de l'assimilation de nombreuses autres pensées et lectures. Musil délivre la liste des auteurs l'ayant influencé dans une lettre du 1er décembre 1924 à Joseph Nadler parmi lesquels Ernst Mach qui fonda l'empirio-criticisme comme nouvelle méthode scientifique, le psychologue Carl Stumpf ou Nietzsche. Jamais la littérature ne fut aussi scientifique avant Musil et le philosophe Gabriel Marcel dira à son endroit : « Nous assistons en réalité dans le cas de Musil à une sorte d'expérimentation intérieure ». Les thèmes liés à la théorie de la connaissance sont également centraux. Les mathématiques (dont le nombre imaginaire) sont souvent une problématique pour l'auteur qui y voit le relativisme du savoir ; la sexualité aussi lui permet d'éprouver le monde des sensations à la façon d'un empiriste, Musil étant marqué par la psychanalyse et la psychologie.
L'esthétique de Musil est considérée comme « expressionniste », courant littéraire et artistique protéiforme allemand et autrichien né dans les années 1880 et 1890. Son premier roman, Les Désarrois de l'élève Törless, est ainsi considéré par l'écrivain Karl Otten comme le début du mouvement. Cependant, même si Musil a écrit de nombreux textes, journaux et essais pour des revues expressionnistes, il a toujours refusé d'être lu comme l'écrivain d'une école. Néanmoins les thèmes expressionnistes parsèment le travail de Musil et en premier lieu la conscience d'une fin de l'histoire ou d'une décadence de la civilisation. Selon Jean-Louis Bandet en effet les expressionnistes se définissent comme des « humanistes déçus », parmi lesquels Georg Heym, Ernst Stadler, Max Brod et surtout Franz Kafka que Musil rencontre à Prague.

### Exploration de thèmes existentiels
Les thèmes abordés et traités par Robert Musil au sein de ses écrits sont tous du domaine de l'altérité et de la connaissance. En premier lieu, le thème du double regard caractérise selon Marie-Louise Roth sa vision du monde. Musil veut analyser tout ce qui se présente à lui, avec méthode et profondeur. Cette ambition commence avec son roman au titre caractéristique, Monsieur le Vivisecteur, ambition qui ne cesse de croître et de se faire plus précise tout au long de sa carrière d'écrivain. Les isotopies de la lumière, du regard, de la vue aussi sont partout dans ses écrits, culminant dans les nombreux petits épisodes de vivisection littéraire dont la plus citée est celle où, dans son Journal, Musil fait de l'étude d'une mouche un objet esthétique. Il y a chez Musil, comme chez James Joyce ou Marcel Proust auxquels les critiques le comparent souvent, une prédominance de l'esthétique du voir et de la perception, faite de « deux attitudes […] l'une critique qui vise l'enveloppe des choses, et l'autre, sympathique, qui pénètre dans la texture complexe de la vie ».
Le monde de l'enfance se retrouve par ailleurs tout au long de son œuvre et surtout dans ses nouvelles. Le Merle porte ainsi comme premier titre Voyage dans l'enfance. Cette période insouciante de la vie est pour Musil « un moyen d'évasion par le rêve et l'imagination. Elle est le rideau qui le sépare de la réalité quotidienne et préserve sa vie intérieure », autant d'échappatoires dont l'écrivain avait besoin pour faire face à son « ennui » de tous les jours, comme ingénieur puis comme bibliothécaire. Le thème de l'ennui est en effet récurrent, associé au conventionnel.
Le thème de l'accord harmonieux avec le monde forme un arrière-plan constant dans l'esthétique de Musil. Ce qu'il nomme l’« Autre État » forme un moment mystique pour l'écrivain. Cet état est une réunion des deux pôles, le rationnel, que Musil nomme, au moyen d'un néologisme, le « ratioïde », et l'irrationnel, le « non-ratioïde », qui est en quelque sorte la grille de lecture du monde.

## Son œuvre

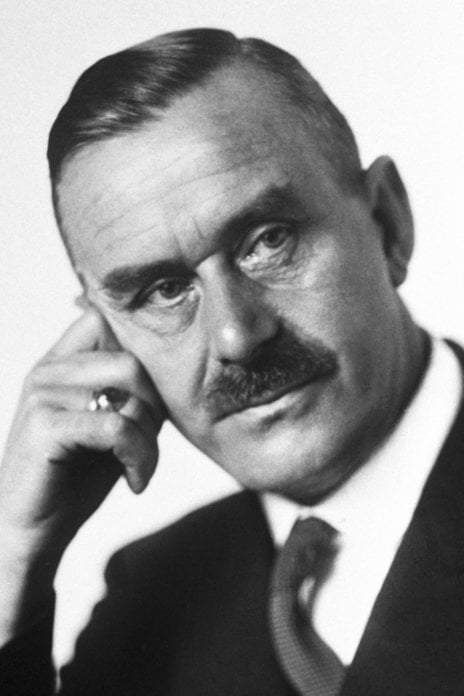
Thomas Mann.

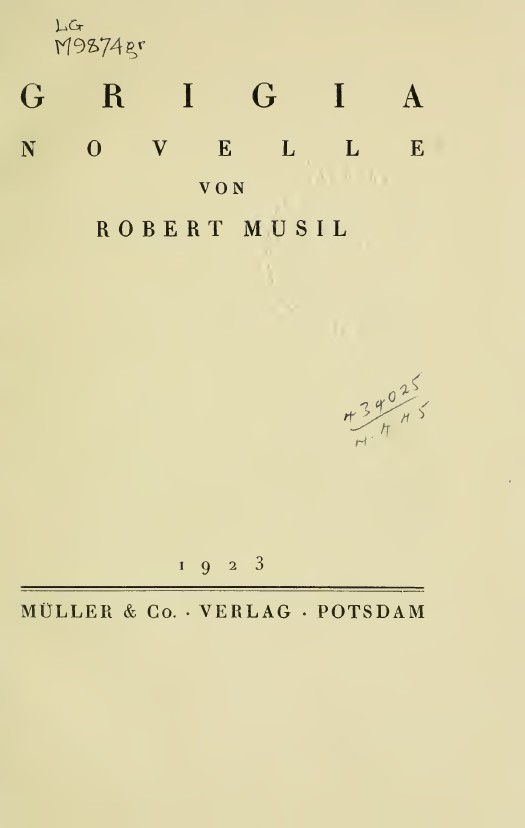
Page de titre de Grigia (1923)

Sans être particulièrement prolifique, Robert Musil a écrit de nombreux ouvrages, s'essayant à divers genres littéraires. La postérité retient surtout son roman L'Homme sans qualités, d'une longueur notable bien qu'inachevé, et admiré par nombre d'écrivains de sa génération, tels Thomas Mann ou Jean Paulhan. Si ce roman récapitule en somme les questionnements des œuvres précédentes, de nombreux critiques s'entendent pour avancer que chaque écrit de Musil est d'une grande qualité littéraire. Pour Stéphane Gödicke, Jean-Pierre Cometti ou Marie-Louise Roth, l'écrivain a proposé une nouvelle conception du roman : « Musil [a] opér[é] une redéfinition du champ littéraire en même temps qu'une révolution de l'art du roman, doté de nouveaux pouvoirs cognitifs ».

### Romans, nouvelles et pièces de théâtre
Le corpus littéraire de Musil comprend des pièces de théâtre : les Exaltés en 1921 et Vincent et l'amie des personnalités en 1923 mais aussi des œuvres en prose dont la majorité est regroupée dans le recueil des Œuvres pré-posthumes datant de 1936. Celles-ci témoignent de la richesse et de la finesse du travail d'écriture de Musil. Ces nouvelles, centrées sur des événements vécus comme l'épisode, repris dans Le Merle, où Musil faillit mourir le 22 septembre 1915, préparent L'Homme sans qualités.
Mais c'est surtout son premier roman, Les Désarrois de l'élève Törless publié en 1906, qui démontre le mieux l'art de Musil. Mêlant narration et digression métaphysique de toutes sortes, Musil analyse l'entrée dans l'adolescence du jeune Törless, à l'école W. Les thèmes de l'homosexualité et du pouvoir, de la connaissance et de l'absolu s'entrechoquent au sein d'une action maîtrisée composée de descriptions rapides et sensibles.
Deux nouvelles tenant pratiquement du roman sont publiées à part des Œuvres pré-posthumes : Noces (1911) et Trois Femmes (1924). Elles révèlent la sensibilité de Musil pour l'élément féminin, sorte d'« alter-ego » salvateur. Dans ces nouvelles, comme plus tard dans L'Homme sans qualités, l'ironie de Musil, qu'il nomme « ironie constructive », se déploie.
« Dès sa jeunesse, l’écrivain autrichien se révèle particulièrement intéressé par l’étude des comportements animaux, comme en témoignent les nombreux titres d’ouvrages zoologiques qu’il répertorie dans ses Journaux » explique Nathalie Petibon dans Bestiaire de L’Homme sans qualités de Robert Musil. Vers 1916 et 1917, il projette d'écrire un livre exclusivement consacré aux animaux, qu’il intitule Bestiaire.
L'univers littéraire de Musil a souvent été qualifié d'« utopiste » dans la mesure où chacun de ses écrits est un laboratoire pour une pensée nouvelle, mêlant intellect et sensation. Le professeur des universités, et spécialiste de Robert Musil, Jean-Pierre Cometti parle ainsi de « l’utopie de L’Homme sans qualités », roman qui s'apparente à une « expérience romanesque ».

### Essais divers

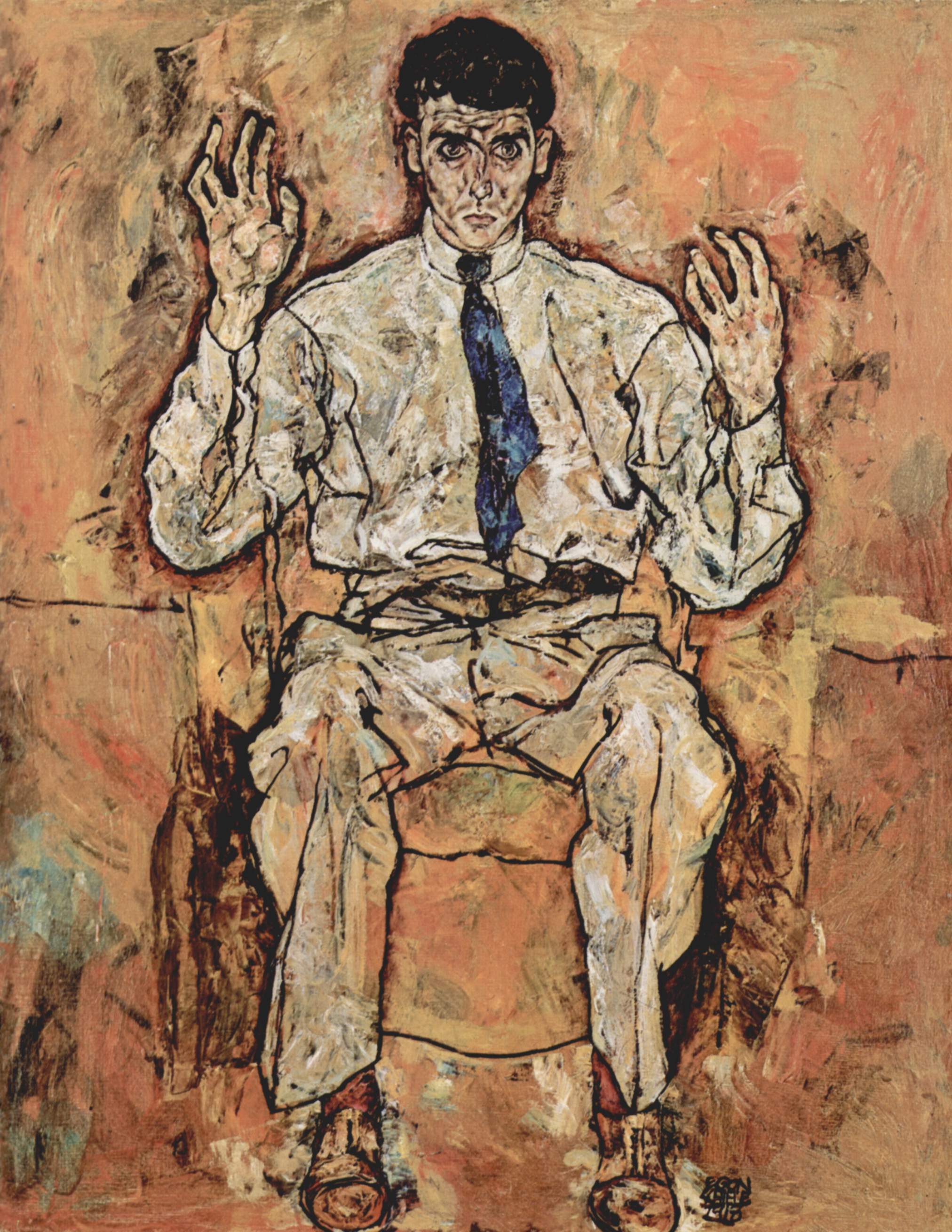
Portrait du peintre Albert Paris von Gütersloh par Egon Schiele.

Musil écrivit de nombreux essais, sur des sujets variés : la littérature (Esquisse de la connaissance de l'écrivain, 1918), l'art (L'Obscène et le malsain dans l'art, 1911), le cinéma (Éléments pour une nouvelle esthétique. Remarques sur une dramaturgie du cinéma, 1925), la science (L'Homme mathématique, 1913) ou la politique.
Cependant, ses essais furent principalement consacrés à l'examen de la crise que vivait le monde européen et occidental. C'est le cas dès 1920 dans L'Autriche de Buridan et L'Annexion à l'Allemagne ou en 1921, à travers Esprit et expérience, L'Europe en détresse et surtout Théâtre de symptômes. Musil s'oppose ainsi au système en vigueur et voit dans la guerre et les phénomènes de masse les signes avant-coureurs de la fin de la civilisation. « C'est surtout le théâtre qui lui apparaît comme le symbole de cette crise de civilisation du vingtième siècle ». Selon Stéphane Gödicke, Musil est un anarchiste qui est « convaincu que les vecteurs de la politique (hommes, institutions, idées) participent d'un mécanisme d'oppression de l'individu ».
Ses essais d'analyse socio-culturelle sont relayés par des réflexions au sein de ses romans et nouvelles, notamment dans les Considérations désobligeantes, qui forment la deuxième partie des Œuvres pré-posthumes. La littérature traverse selon lui une crise, et de là naît son intérêt pour la psychotechnique, en 1922. Il publie en effet un essai intitulé La Psychotechnique et sa possibilité d'application dans l'armée autrichienne (Psychotechnik und ihre Anwendungsmöglichkeit im Bundesheere). La psychologie constitue pour lui un nouvel outil pour comprendre et examiner l'individu et la masse, par l'écrit.

### L'Homme sans qualités
Œuvre majeure de Musil, L'Homme sans qualités a fait l'objet de plusieurs éditions successives. L’édition française de 1957 reposait sur celle que publia Adolf Frisé, l’éditeur allemand, en 1952. Elle était constituée, pour la partie posthume, d’un « montage » passablement arbitraire, destiné à produire l’équivalent d’une intrigue romanesque, malgré le caractère fragmentaire et inachevé des matériaux utilisés. Ces matériaux (variantes, esquisses, notes, etc.) avaient été laissés dans un état de totale indétermination par Musil au moment de sa mort. L’Homme sans qualités est un roman inachevé et cet inachèvement ne tient pas seulement à l’absence d’une « fin », sur la nature de laquelle Musil était pris dans des incertitudes qui ajournèrent constamment la publication de la deuxième partie du roman. On a beaucoup glosé sur cet inachèvement. La première édition d’Adolf Frisé en masquait la nature. La seconde, qui date de 1978, offre une présentation des matériaux posthumes qui dissipe heureusement cette impression. Alors que la première édition française avait été réalisée sur la base de l'édition de 1952, la deuxième édition, réalisée par Jean-Pierre Cometti en 1994, refond entièrement la partie posthume, de manière à dissiper toute illusion, et à donner au lecteur une vision plus juste du « chantier Musil ». Elle repose sur des choix à la fois thématiques et chronologiques, en renonçant à retenir  la totalité des matériaux dans leur indescriptible foisonnement. Si une chose est sûre, c’est que cette partie, quoique inachevée n'en éclaire pas moins l’entreprise musilienne d’une indispensable lueur, dans la mesure où elle laisse entrevoir l’issue les questions sur lesquelles s’ouvre le pari qui, dans la première partie, conduisait Ulrich, le personnage principal, à se mettre en congé de la vie. Ce qu’il y avait d’intellectuel dans ce pari, pour ne pas dire de radicalement « mental », se prolonge dans une autre expérience qui répond à l'une des préoccupations majeures de l’auteur, tant sur le plan intellectuel que littéraire : en finir avec les dualismes qui opposent l’intellect et la sensibilité, réconcilier le « senti » et le « mental ». L’écriture elle-même, dans cette deuxième partie, en témoigne et elle en est transformée ; elle réalise une singulière alliance dont il n’y a que très peu d’exemples en littérature.
Le public français est demeuré longtemps réticent à l'œuvre de Musil, pour des raisons qui tiennent probablement à la réputation d'intellectualisme qui n'a cessé de l'accompagner sa vie durant. La première partie de L'Homme sans qualités a certainement arrêté plus d'un lecteur, tout comme les nouvelles de Trois femmes ou sa pièce Les Exaltés. Son traducteur, Philippe Jaccottet, initialement séduit par cette œuvre puissante et originale, s'attacha à en donner très vite une traduction dont la beauté et la justesse s'accordent avec la singularité de l'écriture musilienne.

## Œuvres de Musil en allemand

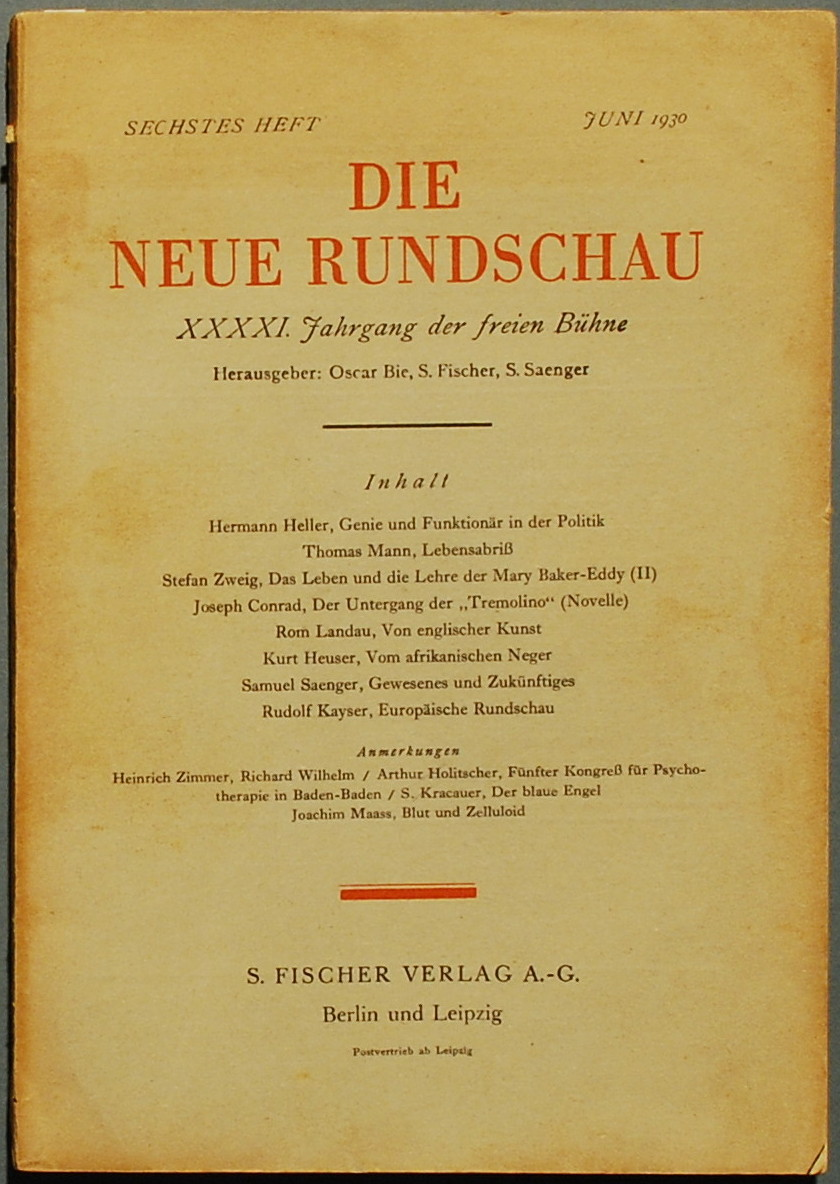
La revue Die neue Rundschau dans laquelle Musil publie de nombreux textes. Ici, un écrit de Thomas Mann en première de couverture.

- 1906 : Die Verwirrungen des Zöglings Törle
- 1921 : Die Schwärmer. Schauspiel in drei Aufzügen.
- 1923 : Grigia. Novelle.
- 1923 : Die Portugiesin.
- 1924 : Drei Frauen
- 1926 : Vinzenz und die Freundin bedeutender Männer. Possen in drei Akten.
- 1927 : Rede zur Rilkefeier in Berlin am 16. Januar.
- 1930 : Der Mann ohne Eigenschaften Roman, Buch Einz, 1. und 2. Teil.
- 1933 : Der Mann ohne Eigenschaften. Roman, Buch Einz, 3. Teil.
- 1936 : Nachlaß zu Lebzeiten
- 1937 : Über die Dummheit. Vortrag.
- 1943 : Der Mann ohne Eigenschaften, fragments posthumes édités par l'épouse de Musil.
- 1980 : Beitrag zur Beurteilung der Lehren Machs und Studien zur Technik und Psychotechnik.
- 1981 : Briefe
- 1981 : Gesammelte Werke, 9 volumes, éd. Adolf Frisé, Reinbek bei Hamburg, Rowohlt Verlag.

Vol. 1-5 : Der Mann ohne Eigenschaften.
Vol. 6 : Prosa und Stücke.
Vol. 7 : Kleine Prosa. Aphorismen. Autobiographisches.
Vol. 8 : Essays und Reden.
Vol. 9 : Kritik. Literatur-Theater-Kunst 1912-1930.
- 1981 : Briefe 1901-1942. 2 volumes, éd. Adolf Frisé. Reinbek bei Hamburg, Rowohlt Verlag.
- 1983 : Tagebücher, 2 volumes, éd Adolf Frisé. Reinbek bei Hamburg, Rowohlt Verlag.
- 1992 : Der literarische Nachlaß, éd. Friedbert Aspetsberger, Karl Eibl et Adolf Frisé. Reinbek bei Hamburg, Rowohlt Verlag.

### Traductions françaises
- Les Égarements de l’élève Törless, traduction & préface de  Dominique Tassel, La Barque, 2023,  (ISBN 9782917504659).
- Les Désarrois de l'élève Törless, traduit de l'allemand par Philippe Jaccottet, Points Seuil, 1995, 236 pages,  (ISBN 978-2020238137).
- Journaux, Tome 1, traduit de l'allemand par Philippe Jaccottet, Seuil, Don des Langues, 1981,  (ISBN 978-2020059480).
- Journaux, Tome 2, traduit de l'allemand par Philippe Jaccottet, Seuil, Don des Langues, 1981, 693 pages,  (ISBN 978-2020058582).
- L'Homme sans qualités, nouvelle édition par J.-P. Cometti: tome 1, traduit de l'allemand par Philippe Jaccottet, Points Seuil, 2011,
- L'Homme sans qualités, nouvelle édition pat J.-P. Cometti: tome 2, traduit de l'allemand par Philippe Jaccottet, Jean-Pierre Cometti et Marianne Rocher-Jacquin, Points Seuil, 2011.
- Trois femmes, suivi de Noces, traduit de l'allemand par Philippe Jaccottet, Points Seuil, 1995, 307 pages,  (ISBN 978-2020238144).
- Essais, conférences, critique, aphorismes, réflexions, textes choisis, traduits de l'allemand et présentés par Philippe Jaccottet d'après l'édition d'Adolf Frisé, Seuil, Don des Langues, 1984, 649 pages,  (ISBN 978-2020067560).
- Théâtre : Les Exaltés, Vincent et l'amie des personnalités, Prélude au mélodrame Le zodiaque, traduit de l'allemand par Philippe Jaccottet, Seuil, Don des Langues, 1985, 340 pages,  (ISBN 978-2020089241).
- Pour une évaluation des doctrines de Mach, traduit de l'allemand par Michel-François Demet, Presses Universitaires de France, Philosophie d'aujourd'hui, 1985, 212 pages,  (ISBN 978-2130389767).
- Lettres choisies, présentées et traduites par Philippe Jaccottet d'après l'édition d'Adolphe Frisé, Seuil, Don des Langues, 1987, 524 pages,  (ISBN 978-2020095396).
- Œuvres pré-posthumes, traduit de l'allemand par Philippe Jaccottet, Seuil, Points, 2002, 187 pages,  (ISBN 978-2020529969).
- Proses éparses, textes choisis traduits et présentés par Philippe Jaccottet d'après l'édition d'Adolphe Frisé, Seuils, Points Roman, 1991, 251 pages,  (ISBN 978-2020134002).
- De la bêtise, édition Allia, Petite Collection, 2000, 58 pages,  (ISBN 9782844850232), traduit par Philippe Jaccottet, consultable en ligne.
- Cahier Musil, dirigé par Marie-Louise Roth et Roberto Olmi avec des nombres inédits, L'Herne, 1981,  (ISBN 978-2851970428).

### Adaptations
- Les Désarrois de l'élève Törless (titre original : Der Junge Törless ) a été adapté à l'écran par Volker Schlöndorff en 1966, sur un scénario de Margarethe von Trotta, et a remporté le prix Fipresci au festival de Cannes en 1966[100].
- Philippe Jaccottet a adapté au théâtre le texte des Exaltés au Festival du Marais en 1986. La pièce Vincent et l'amie des personnalités a souvent été jouée par des compagnies tenant du théâtre de l'absurde. L'Homme sans qualités fait régulièrement l'objet d'adaptation et de mises en scène, le roman posant des problématiques intéressantes pour la dramaturgie et la danse. François Verret a ainsi créé un « Chantier-Musil »[101].